# Historische Archäologie
Historische Archäologie ist ein Teilbereich der archäologischen Wissenschaften / Archäologie. Im Gegensatz zur Prähistorischen Archäologie fokussiert sie auf Epochen mit so genannter „dichter Überlieferung“, insbesondere schriftlicher Quellen. Die Parallelüberlieferung von materiellen archäologischen Quellen und schriftlicher Überlieferung ist das methodologische Kriterium für die Historische Archäologie. Die Historische Archäologie bedient sich desselben Quellen- und Methodenspektrums wie die Ur- und Frühgeschichte / Prähistorische Archäologie. Sie setzt sich jedoch mit weiteren Quellengattungen (Schriftquellen, Bildquellen, Oral History) auseinander und bezieht auch deren spezifische Methoden mit ein.

## Zeitliche und sachliche Umgrenzungen
Der Begriff wird in den weltweit vielfältigen Traditionen der archäologischen Fächer nach wie vor unterschiedlich verwendet. Dies gilt auch für den deutschsprachigen Raum.
- Historische Archäologie meint die Archäologie von Kulturen, die über schriftliche Selbstzeugnisse verfügen oder im Blickpunkt dieser stehen (Andren 1998);
- Historische Archäologie bezieht sich auf die Zeit ab etwa 1500 bis zur Gegenwart insbesondere in Nordamerika und Europa (Gaimster 2009).
- Historische Archäologie ist ein übergeordneter Begriff für die Archäologie des Mittelalters und der Neuzeit in Europa (Frommer 2007; Morgen et al. 2009);

Nach dem Verständnis von Anders Andrén (1998) gibt es weltweit völlig unterschiedliche absolutzeitliche Ausgangspunkte für die historische Archäologie, die letztlich dem Auftreten von schriftführenden Kulturen entsprechen. Dabei gilt es, zwischen Phasen und Regionen zu unterscheiden, in denen die schriftlichen und bildlichen Quellen überwiegend einen ausschnitthaften Blick bieten (z. B. die Frühgeschichte) und Phasen mit dichter Quellenüberlieferung, die in der Regel eine Innenansicht der untersuchten Kultur widerspiegeln. Nach dem Verständnis von A. Andrén umfasst die historische Archäologie ganz unterschiedliche Archäologien wie die Alt-Amerikanistik, die Klassische Archäologie oder die Mittelalterarchäologie. Sein Ansatz ist methodologisch-phänomenologisch zu nennen und zielt auf strukturelle Merkmale.
Im angloamerikanischen Raum (Gaimster 2009) erscheint der Begriff insbesondere mit der Gründung der Society of Historical Archaeology (SHA; 1967) sowie der Australian Society of Historical Archaeology (ASHA; 1970) einerseits und der Society of Post-Medieval Archaeology (SPMA; 1967) andererseits. Während für die SHA und ASHA die Kontakte zwischen Europa und der „Neuen Welt“ sowie Neuseeland und die Asien-Pazifik-Region insbesondere zur Zeit der Kolonisation eine wichtige Rolle spielten, setzte die SPMA ihren Schwerpunkt zunächst in der Zeit zwischen 1500 und 1750 bzw. dem Beginn der Industriellen Revolution. In jüngster Zeit (Gaimster 2009) sind diese zeitlichen Abgrenzungen nahezu aufgelöst und das Arbeitsfeld wird bis in die Gegenwart erweitert. Damit ist die Verbindung zur „Contemporary archaeology“ (Buchli/Lucas 2001; Holtorf 2009) hergestellt.
Die aus der Definition von A. Andren resultierenden Abgrenzungsprobleme insbesondere gegenüber der klassischen Archäologie haben dazu geführt, dass unter Historischer Archäologie schließlich auch die Zeit des Mittelalters und der Neuzeit (in Europa) verstanden wird (Müller 2008; Mogren et al. 2009).
Im Vergleich lässt sich sagen, dass die inhaltliche und methodische Fassung durch A. Andren den globalen Rahmen vorgibt, was historische Archäologie ist und die beiden übrigen Umgrenzungen somit „Spezialfälle“ darstellen. In der globalen Perspektive fokussiert „Historische Archäologie“ letztlich auf die Vergleichbarkeit von Strukturen und Prozessen (Morgen et Al 2009) und wird nicht „eurozentrisch“ enggeführt.

## Deutschland
Im deutschsprachigen Raum setzt sich der Begriff erst zögerlich durch. Meist wird sie mit Neuzeitarchäologie gleichgesetzt. Organisationen wie die „Deutsche Gesellschaft für Archäologie des Mittelalters und der Neuzeit“, aber auch Lehrstühle wie jene in Bamberg, Halle oder Tübingen verstanden die Archäologie der Neuzeit zunächst als eine Ausweitung der Archäologie des Mittelalters. Aufgegriffen wurde der Begriff der „Historischen Archäologie“ in Tübingen als Oberbegriff für die Archäologie des Mittelalters und der Neuzeit insgesamt. Meist steht aber die frühe Neuzeit, das 16. bis 18. Jahrhundert, im Vordergrund. Eine zeitgeschichtliche Archäologie, die archäologische Methoden und Fragestellungen bis in das späte 20. und 21. Jahrhundert hineinträgt, ist im deutschsprachigen Raum erst seit den 1990er Jahren häufiger anzutreffen. Neben universitären Lehrstühlen – insbesondere in Wien und Innsbruck – und Projekten der archäologischen Denkmalpflege (z. B. in Nordrhein-Westfalen oder Berlin-Brandenburg) stehen zeitgeschichtliche Themen vor allem auf der Agenda der Kunst- und Baudenkmalpflege. Die Gründe für diese Trennungen und die zögerliche Rezeption des Begriffes „Historische Archäologie“ sind vielfältig. Sie liegen nicht zuletzt in der historisch gewachsenen Teilung von archäologischer Denkmalpflege sowie Bau- und Kunstdenkmalpflege begründet. Daraus resultiert auch eine eher an Epochen (Mittelalter / Neuzeit) denn an strukturellen Merkmalen orientierte Begrifflichkeit.
Während im deutschen Sprachraum vor allem in den 1980er Jahren eine umfangreiche Diskussion über den Begriff und das Verständnis der Mittelalterarchäologie geführt wurde, sind entsprechende Überlegungen zur Neuzeit erst recht spät angestellt worden. Neben kleineren Beiträgen von Ingolf Ericsson (1995; 2002) setzte sich R. Schreg (2007) mit der Neuzeitarchäologie auseinander. Während beide die Neuzeitarchäologie als Disziplin umgrenzen, hat S. Frommer (2007) eine methodologische und inhaltliche Auseinandersetzung mit dem Begriff „Historische Archäologie“ geführt, die auch als ein Versuch der Abgrenzung gegenüber der Prähistorischen Archäologie verstanden werden kann.
Bislang fehlt es an eindeutigen zeitlichen, räumlichen und inhaltlichen Abgrenzungen des Begriffes „Historische Archäologie“ in der deutschsprachigen Archäologie. So wird der Begriff auch häufig in einem pragmatischen Sinne verwenden. Man versucht dadurch, umständliche Konstrukte wie frühgeschichtliche Archäologie oder Archäologie des Frühmittelalters, Archäologie des Mittelalters (Mittelalterarchäologie) und der Neuzeit zu vermeiden. Auch im Sinne eines ganzheitlichen Verständnisses von Archäologie kann historische Archäologie verwendet werden, denn archäologische Teildisziplinen wie die Industriearchäologie, die Gartenarchäologie (Gartendenkmalpflege), die „Schlachtfeldarchäologie“ oder die „Richtstättenarchäologie“ benutzen gleiche oder ähnliche Methoden, Fragestellungen und Quellen.

## Historical Archaeology
Die Historical Archaeology in der englischsprachigen Welt unterscheidet sich von der bisher nur wenig profilierten deutschen Forschung vor allem in ihrem Geschichtsverständnis und in der Methodik der Quellensynthese (vgl. Schreg 2007).
In der amerikanischen Historical Archaeology treten die Einflüsse der Theoriediskussion deutlich hervor. Aus der Processual Archaeology stammt der Ansatz, dass die Historical Archaeology neben Ethnoarchäologie und experimenteller Archäologie entscheidend zur archäologischen Methodenentwicklung beitragen könne. Die Postprocessual Archaeology hat v. a. den Bezug zu den Akteuren und Rezipienten der Forschung herausgehoben. Stellvertretend sei hier die Diskussion um die Perspektive der African Americans genannt, die anfangs in einer europazentrierten Perspektive weitgehend vergessen wurde.